# NGC 943
NGC 943 este o galaxie lenticulară situată în constelația Balena. A fost descoperită în 1886 de către Frank Muller. Se află la o distanță de 62,52 de megaparseci de Pământ.